# Hemma (film)
Hemma är en svensk-isländsk dramafilm från 2013 i regi av Maximilian Hult. Filmen är Hults första långfilmsregi och i rollerna ses bland andra Moa Gammel, Lia Boysen och Simon J. Berger.

## Handling
Lou (Moa Gammel) bor tillsammans med sin mamma Christine (Lia Boysen), som hon tror är hennes enda levande släkting. När hon får reda på att hennes morföräldrar alltid varit i livet och hennes morfar just avlidit blir hon chockad. Hon flyttar in hos mormor Frida (Anita Wall) och får sitt inrutade liv totalt omkastat. Frida försöker fly sorgen från sin förlorade make genom att försöka hjälpa den tioårige Tom (Erik Lundqvist) att hitta något han kan bli bra på. Lou träffar Henrik (Simon J. Berger) som blir blixtförälskad i henne. Successivt måste Lou vänja sig vid att människor kan tycka om henne, lära sig att uttrycka vad hon vill och välja vad hon ser som hemma.

## Rollista
- Moa Gammel – Lou
- Lia Boysen – Christine
- Anita Wall – Frida
- Simon J. Berger – Henrik
- Erik Lundqvist – Tom
- Lars Lind – Yngve
- Elin Petersdóttir – Eva, Toms mamma
- María Pálsdóttir – hårfrisörskan
- Bjarni Haukur Þórsson – hovmästare
- Bryndis Petra Bragadóttir – bartender
- Kristinn Ágúst Friðfinnsson – präst
- Þórunn Magnea Magnúsdóttir – äldre dam
- Lára Kolbrún Magnúsdóttir – äldre dam
- Björn Ingi Hilmarsson – polis
- Þrúður Vilhjálmsdóttir – Jespers mamma
- Óðinn Arnarson – Jesper
- Tómas Jökull Þorsteinsson – mobbare

## Om filmen
Filmen spelades huvudsakligen in på Island (Eyrarbakki och Reykjavik), med vissa delar inspelade i Stockholm. Inspelningen på Island gjordes mellan den 18 juli och 20 augusti 2012 och var den första svenska film sedan 1954 års Salka Valka att använda ön som huvudsaklig inspelningsplats. Produktionsbolaget valde platsen främst på grund av landets fördelaktiga skattelättnader på film samt att inspelningstiden kunde kortas genom längre arbetsdagar.
Hemma producerades av Anna G. Magnúsdóttir och Anders Granström för produktionsbolaget Littlebig Productions AB. Manus skrevs av Hult, Tommy Lundqvist fotade och Hans Lundgren komponerade musiken. Filmen klipptes av Valdis Óskarsdóttir och Sigurður Eyþórsson och premiärvisades den 4 oktober 2013 på Busan International Film Festival i Sydkorea, där den belönades med publikens pris för bästa film. Prissumman var på 20 000 amerikanska dollar och delades mellan regissören och den sydkoreanska filmdistributören. Svenskt premiärdatum var 11 juli 2014.
Anita Wall fick en guldbagge för bästa kvinnliga biroll för sin roll som Frida.